# Liste der Kulturdenkmale in Mehderitzsch
In der Liste der Kulturdenkmale in Mehderitzsch sind die Kulturdenkmale des Torgauer Ortsteils Mehderitzsch verzeichnet, die bis August 2020 vom Landesamt für Denkmalpflege Sachsen erfasst wurden (ohne archäologische Kulturdenkmale). Die Anmerkungen sind zu beachten.
Diese Aufzählung ist eine Teilmenge der Liste der Kulturdenkmale in Torgau.

## Mehderitzsch
| Bild           | Bezeichnung                                              | Lage                           | Datierung                 | Beschreibung | ID       |
| -------------- | -------------------------------------------------------- | ------------------------------ | ------------------------- | --- | -------- |
|                | Wegestein                                                | (Flur 6, Flurstück 26) (Karte) | 1. Hälfte 19. Jahrhundert | Schaft mit flacher, pyramidenförmiger Abdeckung, Inschriften und Richtungsweisern, verkehrsgeschichtlich von Bedeutung. Sandstein, bezeichnet mit „Belgern/Beckwitz//Mehderitzh/Taura“. | 08967105 |
| Weitere Bilder | Wasserwerk, bestehend aus Maschinenhaus und Lagergebäude | Hauptstraße 27a (Karte)        | 1903                      | Markante, historisierende Klinker-Putz-Bauten, baugeschichtlich von Belang, zudem technikgeschichtliche Bedeutung. Aufwändig gegliedert, im Maschinenhaus originale Eisenrahmenfenster, Rieselungsanlage mit Klinkerfront, abgedeckt durch Sandsteinplatten (mittlerweile abgebrochen), Wasserwerk wurde für Wasserversorgung von Torgau errichtet. | 09229238 |
| Weitere Bilder | Herrenhaus des Gutes                                     | Hauptstraße 42 (Karte)         | 1871–1873                 | Markantes spätklassizistisches Gebäude mit anspruchsvoller Gestaltung, Betonung der Mitte durch übergiebeltes Portal, baugeschichtliche und ortsgeschichtliche, wohl auch künstlerische Bedeutung. Beim Herrenhaus des einstigen Gutes Mehderitzsch handelt es sich um einen 1871 bis 1873 errichteten spätklassizistischen Bau mit charakteristischem Fugenschnittputz. Sein annähernd quadratischer Baukörper besteht aus Sockel, Hauptgeschoss, Kniestock und flachem Walmdach. Die siebenachsige Vorderfront wird durch einen Mittelrisalit mit ausladender Freitreppe akzentuiert. Darüber erscheint ein Dachausbau mit Dreiecksgiebel. Im Innern des breiten Portals aus kämpferbesetzten Pfeilern, kräftigem Gebälk und kleinerem Dreiecksgiebel befinden sich zwei halbrunde Nischen. Auf der Parkseite wurde der mittlere Teil mit kleiner Veranda erneuert. Die ursprüngliche Raumaufteilung des Hauses hat sich weitestgehend erhalten. In einigen Räumen blieben Reste von bescheidenem Stuckdekor erhalten. Die Haustür erscheint mit Überfang- und Ätzglas, das Innere zeigt noch den alten Türbestand. Die Denkmaleigenschaft des baugeschichtlich bedeutsamen Mehderitzscher Herrenhauses ergibt sich aus seinem Zeugniswert für die Architekturentwicklung in der zweiten Hälfte des 19. Jahrhunderts. Mit spätklassizistischer Fassade ist es ein prägnantes und zugleich typisches Beispiel für den damals in der Architektur vorherrschenden Historismus, der durch die Nachahmung älterer Stile gekennzeichnet war. Abgesehen davon ist es als Hauptbau des einstigen Rittergutes auch ortsgeschichtlich bedeutend, da hier an einen wichtigen Abschnitt der Historie des Ortes erinnert wird. | 08967107 |
| Weitere Bilder | Denkmal für die Gefallenen des Ersten Weltkrieges        | Hauptstraße 42 (Karte)         | Nach 1918                 | Stele auf wuchtigem, gestuften Sockel, ortsgeschichtlich bedeutend, geschmückt mit Lorbeergirlanden und Eisernem Kreuz | 09302587 |
| Weitere Bilder | Häusleranwesen                                           | Hauptstraße 45 (Karte)         | Mitte 19. Jahrhundert     | Schlichter, aber ursprünglich erhaltener ländlicher Bau, ortsgeschichtlich und sozialgeschichtliche Bedeutung. Eingeschossig, verputzt, Satteldach, Stallteil, Traufe und ein Ortgang in Klinker ausgeführt, originale Haustür und historische Fenster. | 08967108 |

## Ehemalige Denkmäler
| Bild                                    | Bezeichnung                                   | Lage                  | Datierung                           | Beschreibung | ID       |
| --------------------------------------- | --------------------------------------------- | --------------------- | ----------------------------------- | --- | -------- |
| Direkt Bild zu diesem Denkmal hochladen | Gesindehaus des ehemaligen Gutes Mehderitzsch | Dorfallee 3a (Karte)  | Um 1800                             | Schlichter, durch Krüppelwalmdach zugleich markanter ländlicher Bau, ursprünglich erhalten, ortsgeschichtlich und sozialgeschichtliche Bedeutung; zwischen 2017 und 2018 abgerissen. Zweigeschossig, Erdgeschoss massiv, Obergeschoss vielleicht teilweise Fachwerk, verputzt. | 08967106 |
| Direkt Bild zu diesem Denkmal hochladen | Wohnhaus eines ehemaligen Dreiseithofes       | Dorfallee 13a (Karte) | Mitte 19. Jahrhundert (Auszugshaus) | Ursprünglich erhaltener ländlicher Bau, baugeschichtliche Bedeutung; zwischen 2009 und 2013 abgerissen. Eingeschossig, teils Lehm, teils Ziegel, Satteldach, hofseitig weiter Traufüberstand, ein Fenstergewände in Holz.                                                      | 09229237 |

## Tabellenlegende
- Bild: Bild des Kulturdenkmals, ggf. zusätzlich mit einem Link zu weiteren Fotos des Kulturdenkmals im Medienarchiv Wikimedia Commons. Wenn man auf das Kamerasymbol klickt, können Fotos zu Kulturdenkmalen aus dieser Liste hochgeladen werden:
- Bezeichnung: Denkmalgeschützte Objekte und ggf. Bauwerksname des Kulturdenkmals
- Lage: Straßenname und Hausnummer oder Flurstücknummer des Kulturdenkmals. Die Grundsortierung der Liste erfolgt nach dieser Adresse. Der Link (Karte) führt zu verschiedenen Kartendiensten mit der Position des Kulturdenkmals. Fehlt dieser Link, wurden die Koordinaten noch nicht eingetragen. Sind diese bekannt, können sie über ein Tool mit einer Kartenansicht einfach nachgetragen werden. In dieser Kartenansicht sind Kulturdenkmale ohne Koordinaten mit einem roten bzw. orangen Marker dargestellt und können durch Verschieben auf die richtige Position in der Karte mit Koordinaten versehen werden. Kulturdenkmale ohne Bild sind an einem blauen bzw. roten Marker erkennbar.
- Datierung: Baubeginn, Fertigstellung, Datum der Erstnennung oder grobe zeitliche Einordnung entsprechend des Eintrags in der sächsischen Denkmaldatenbank
- Beschreibung: Kurzcharakteristik des Kulturdenkmals entsprechend des Eintrags in der sächsischen Denkmaldatenbank, ggf. ergänzt durch die dort nur selten veröffentlichten Erfassungstexte oder zusätzliche Informationen
- ID: Vom Landesamt für Denkmalpflege Sachsen vergebene, das Kulturdenkmal eindeutig identifizierende Objekt-Nummer. Der Link führt zum PDF-Denkmaldokument des Landesamtes für Denkmalpflege Sachsen. Bei ehemaligen Kulturdenkmalen können die Objektnummern unbekannt sein und deshalb fehlen bzw. die Links von aus der Datenbank entfernten Objektnummern ins Leere führen. Ein ggf. vorhandenes Icon  führt zu den Angaben des Kulturdenkmals bei Wikidata.